# پرسیدیو (تگزاس)
پرسیدیو، تگزاس(به انگلیسی: Presidio, Texas) شهری در ایالت تگزاس از ایالات جنوبی ایالات متحده آمریکا است. در سرشماری سال ۲۰۰۰، جمعیت این شهر ۴۱۶۷ نفر اعلام شد.